# Anna Jagielska-Riveiro
Anna Jagielska-Riveiro – pieśniarka, solistka kantoralna, trenerka śpiewu i emisji głosu, gitarzystka, kompozytorka i producentka muzyczna. Śpiewa w wielu stylach, posługując się różnorodnymi technikami wokalnymi, ale centrum jej zainteresowań stanowi muzyka żydowska, w szczególności sefardyjska oraz muzyka hiszpańska.
Studiowała wiele technik wokalnych związanych zarówno z muzyką klasyczną (bel canto), z muzyką dawną i ludową (m.in. śpiew tzw. białym głosem), jak też z muzyką rozrywkową. W jej dyskografii znajdują się 4 płyty o tematyce sefardyjskiej. Współpracuje ściśle z Instytutem Cervantesa w Warszawie, pod którego patronatem ukazała się jej płyta z pieśniami sefardyjskimi: Lunas Ovidadas – Sephardic Songs (2008). Płyta została objęta również patronatem Polskiego Radia PR II.
Obok tradycji muzycznych Hiszpanii artystka zajmuje się muzyką z szeroko pojętego kręgu kultury żydowskiej. Oprócz pieśni sefardyjskich wykonuje pieśni jidysz oraz pieśni hebrajskie, również liturgiczne (śpiewa też jako kantorka). Od 2012 roku jako pierwsza w Polsce kobieta-kantor prowadzi tzw. Wielkie Święta: Rosz Haszana i Jom Kippur w synagodze reformowanej w Warszawie.
W roku 2010 założyła zespół Maayan, w którego repertuarze poza pieśniami sefardyjskimi znajdują się stare pieśni hebrajskie oraz pieśni w języku jidysz. W 2011 ukazała się płyta zespołu z muzyką sefardyjską: Dos Amantes – Sephardic Songs będąca rejestracją koncertu, który odbył się jesienią 2010 w Studiu Koncertowym Polskiego Radia im. Witolda Lutosławskiego w Warszawie. Koncert był częścią projektu: Bajo El Cielo De Sefarad – Pod Niebem Sefarad, zorganizowanego przez artystkę we współpracy z Instytutem Cervantesa oraz Zamkiem Królewskim w Warszawie.
Anna Jagielska-Riveiro koncertuje w Polsce i za granicą (występowała m.in. w Izraelu, Maroku, Hiszpanii, Meksyku, Francji, Anglii, we Włoszech i w  Niemczech). Jest zapraszana na międzynarodowe festiwale związane z muzyką żydowską i sefardyjską w Polsce i za granicą m.in. na: Międzynarodowy Festiwal Muzyki Sefardyjskiej w Kordobie (Hiszpania), Festiwal Kultury Żydowskiej Warszawa Singera, Festiwal Kultury Żydowskiej „Simcha” we Wrocławiu.
Występowała też na wielu festiwalach związanych z muzyką dawną, etno oraz muzyką świata (world music) m.in. na: Festiwalu Muzyki Dawnej na Zamku Królewskim w Warszawie, Festiwalu Maj z Muzyką Dawną we Wrocławiu, Ars Cameralis Silesiae Superioris w Katowicach oraz XIX Festival del Organo Barroco i Festival San Miguel Cantador w Meksyku
Obok działalności koncertowej artystka prowadzi kursy i warsztaty wokalne w Polsce i na świecie. Udziela też lekcji śpiewu (również "online") stosując autorską metodę nauczania w ramach: ANNA RIVEIRO VOCAL STUDIO. 
Największy wpływ na rozwój jej głosu miała praca z wybitnymi śpiewaczkami: Jadwigą Dzikówną (Polska), Evelyn Tubb i Vivien Ellis (Anglia), Montserrat Figueras (Hiszpania) oraz z kantorką Mimi Sheffer (Izrael).
We wrześniu 2018 ukazała się nowa płyta artystki: Ahavat Olam - Eternal love - The most beautiful Hebrew prayers of High Holidays and Shabbat, a w listopadzie 2023 kolejna płyta: Entre los mundos - Pomiędzy światami, na której znalazły się polskie pieśni dawne i ludowe oraz utwory starohiszpańskie, sefardyjskie, hebrajskie i jidysz.

## Dyskografia
- Arvolicos D’Almendra – Drzewka migdałowe – Pieśni sefardyjskie (2000)
- Cantos de la Espana Antigua – Pieśni dawnej Hiszpanii (2000)
- Nocha Latina – Noc latynoska (2001)
- Cantigas de Amigo – Songs to a lover (Riveiro Music 2008)
- Lunas Ovidadas – Sephardic Songs – Pieśni sefardyjskie (Riveiro Music 2009)
- Dos Amantes – Sephardic Songs – (Riveiro Music 2011)

- Ahavat Olam - Eternal love - The most beautiful Hebrew prayers of High Holidays and Shabbat  (Riveiro Music 2018) Entre los mundos - Pomiędzy światami (Riveiro Music 2023)

## Galeria

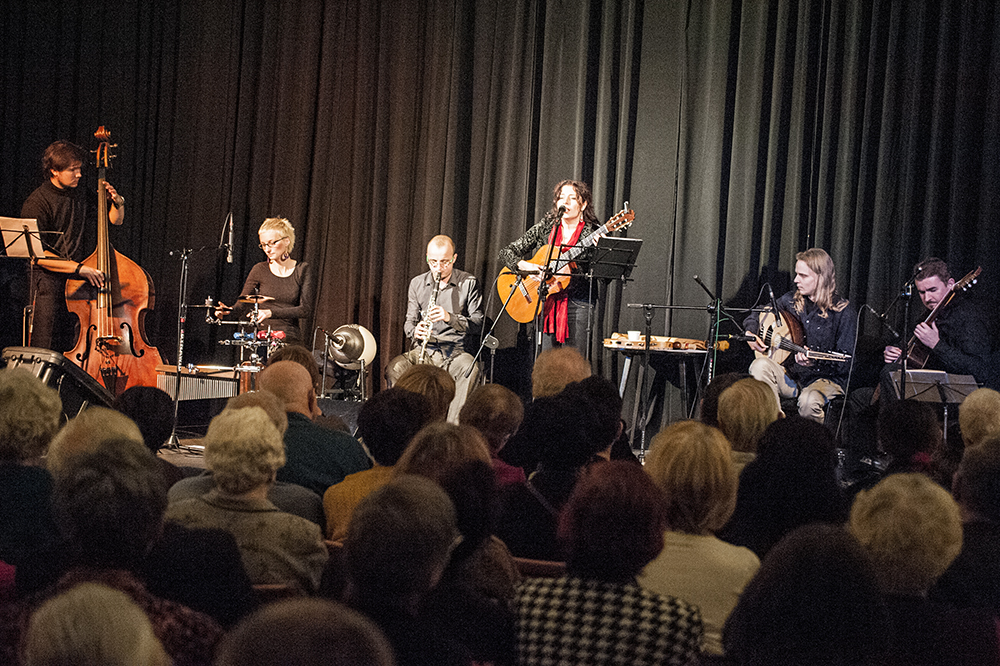
Projekt Maayan - występ w Warszawie, listopad 2011 r.
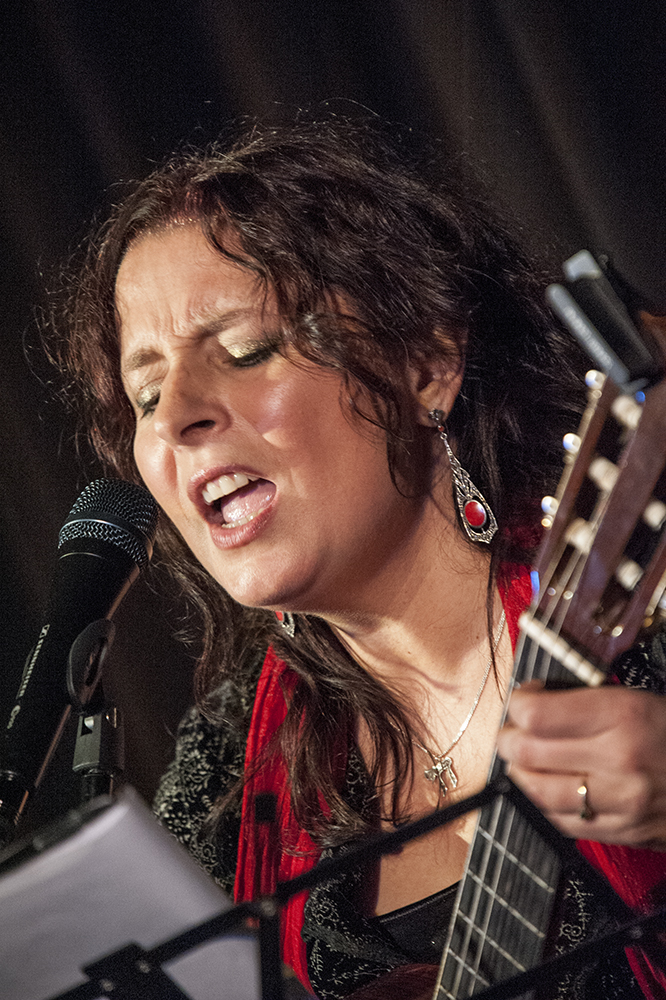
Maayan - Anna Jagielska-Riveiro
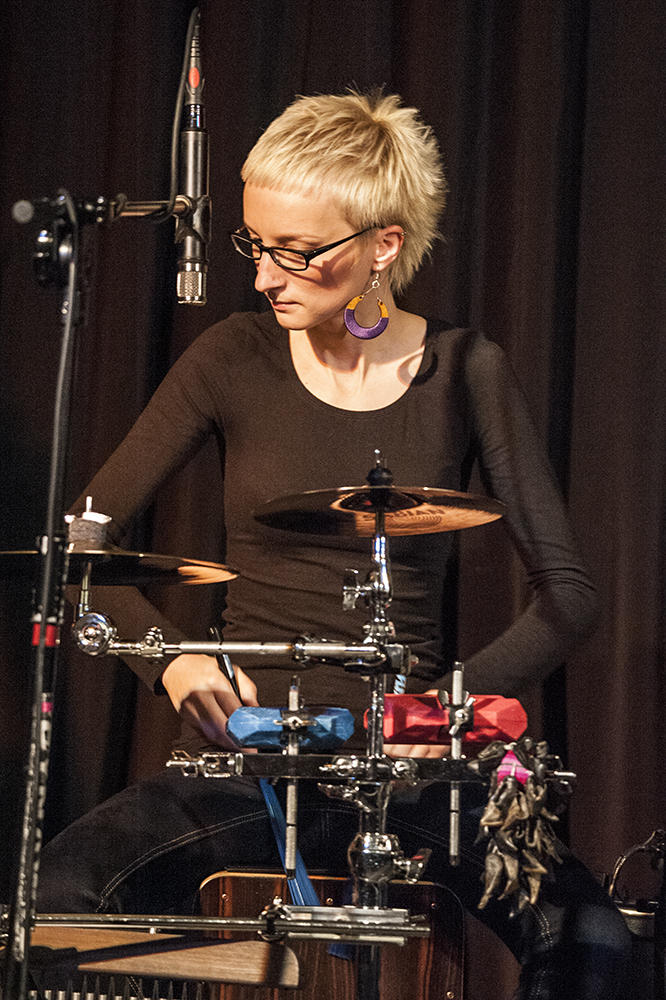
Maayan - Patrycja Napierała - inst.perkusyjne
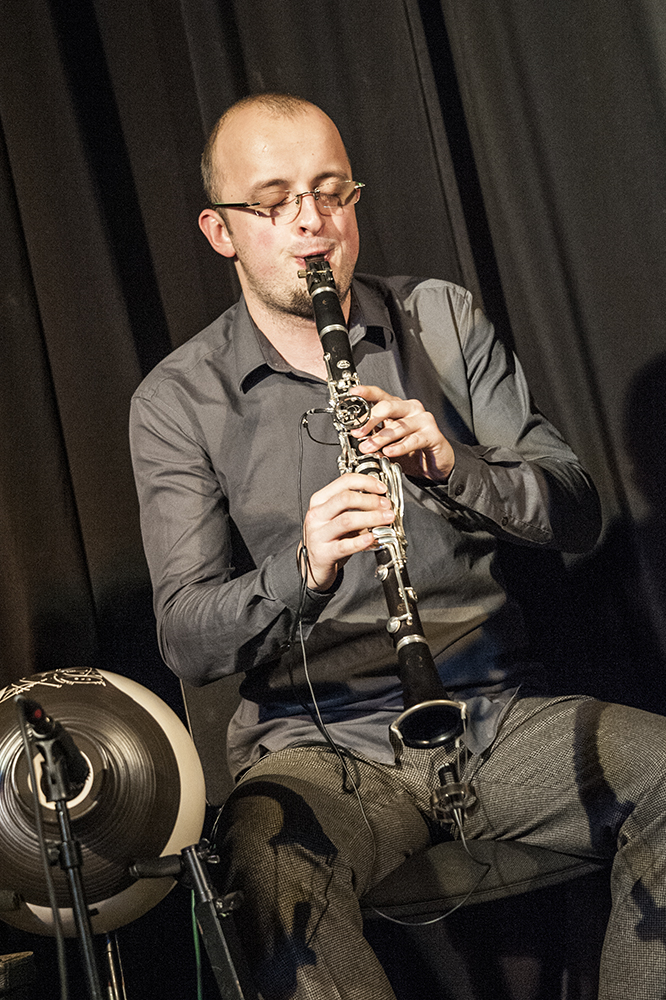
Maayan - Oliwer Andruszczenko - klarnet
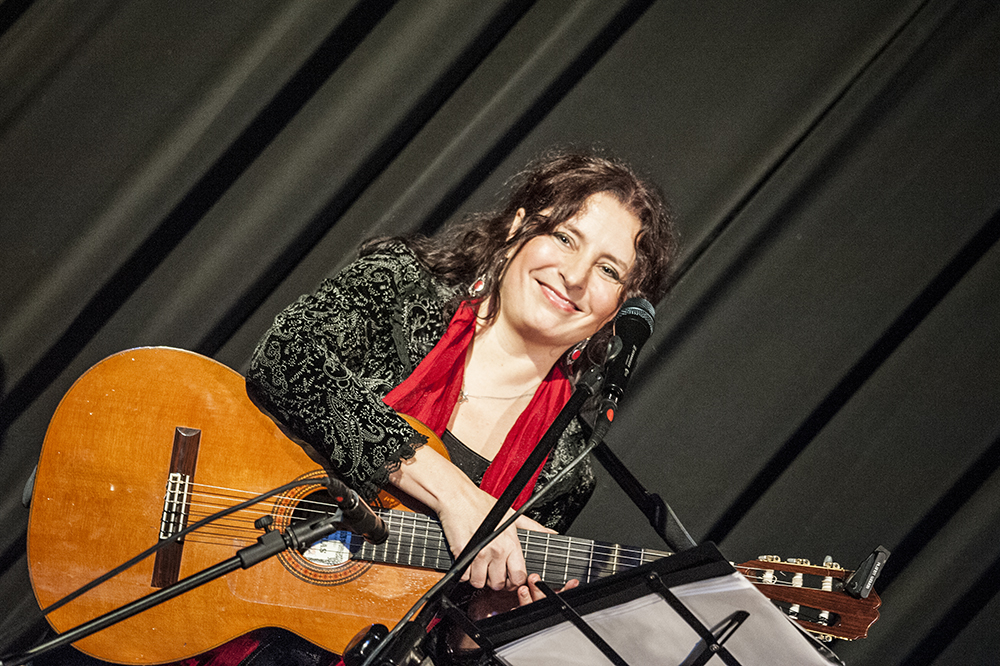
Anna Jagielska-Riveiro
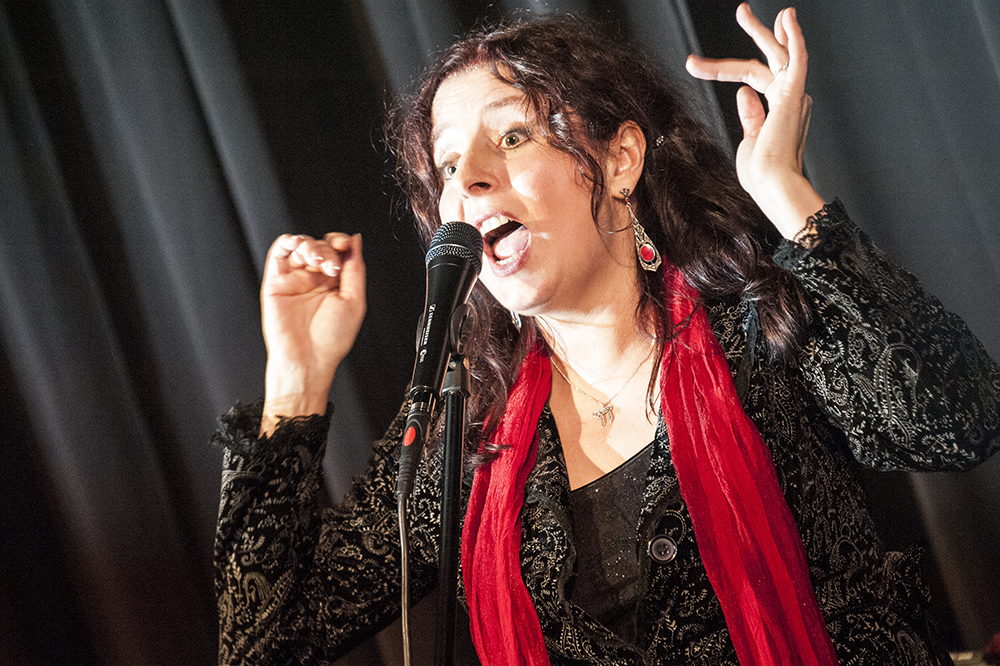
Anna Jagielska-Riveiro
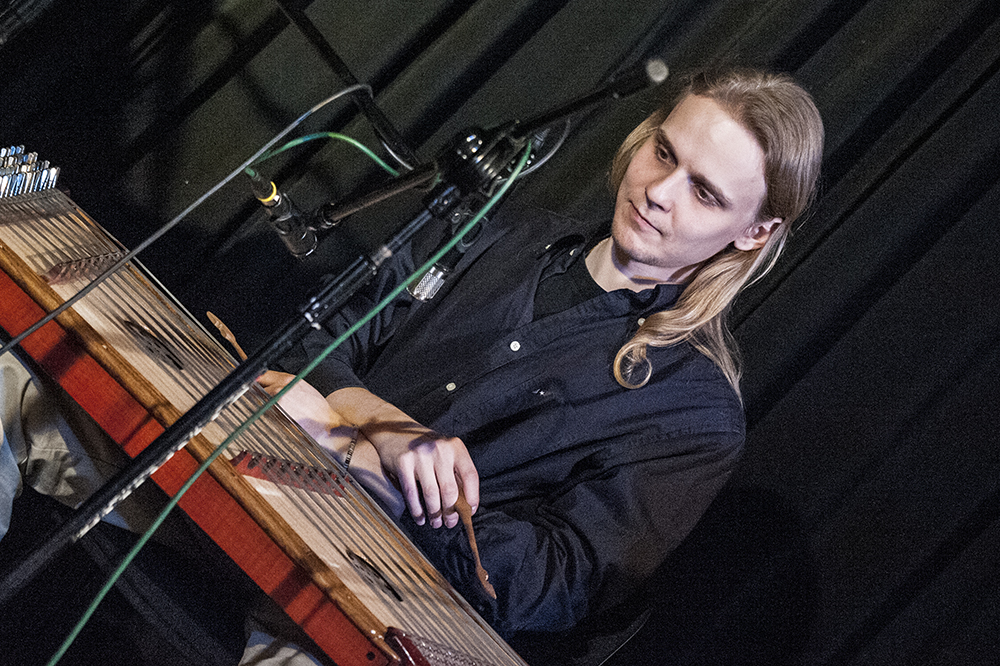
Maayan - Mateusz Szemraj - cymbały
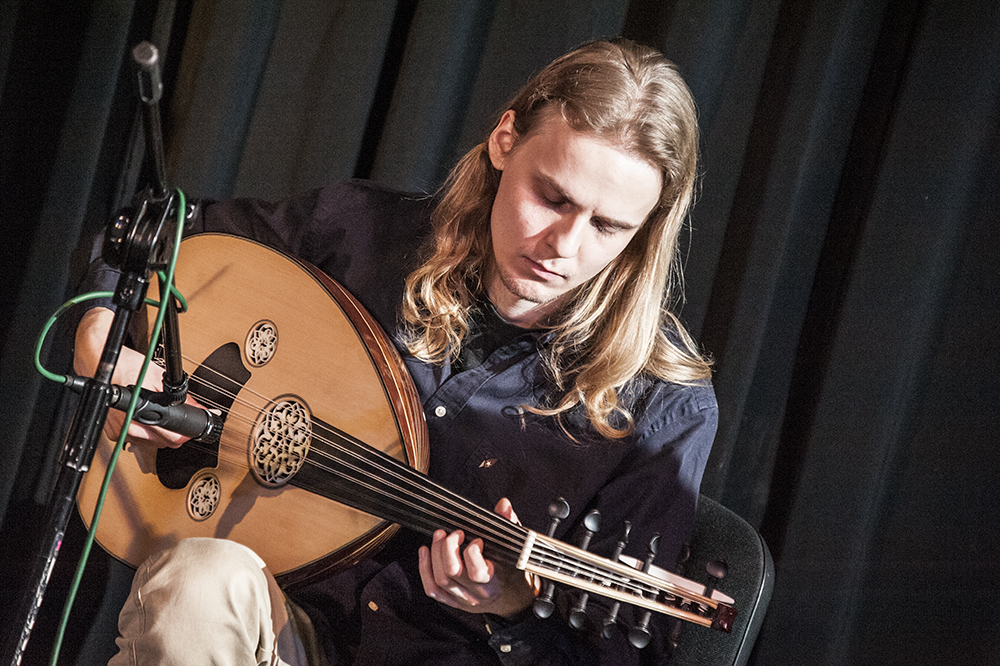
Maayan - Mateusz Szemraj - oud
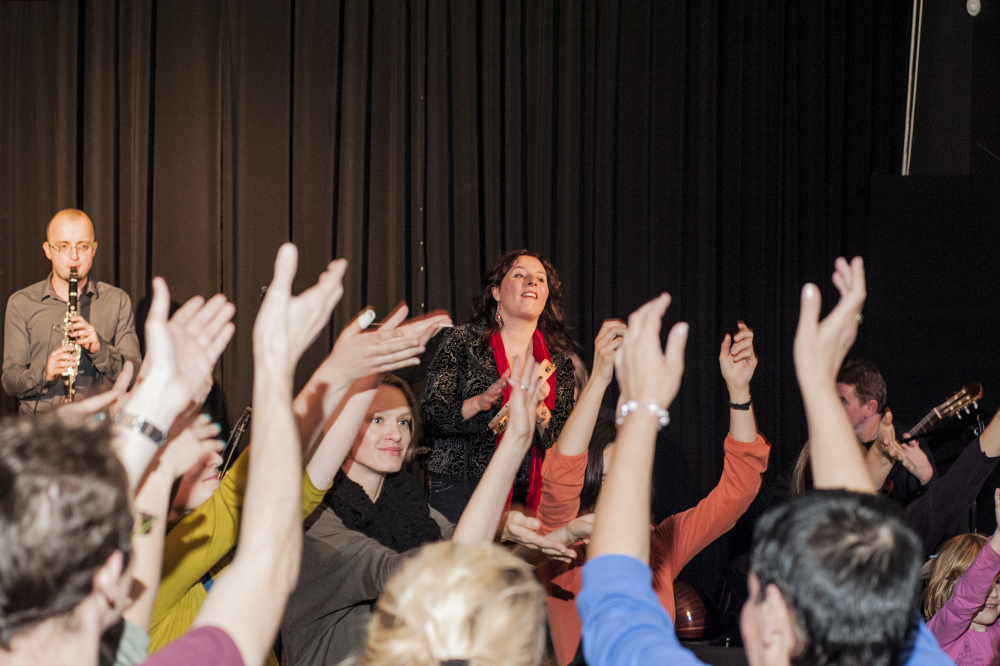
Maayan - publiczność